# La llamada de la suerte
La llamada de la suerteva ser un concurs de televisió emès, durant 14 programes, per la cadena pública Televisió Espanyola en 1998, produït per Globomedia i Europroducciones.

## Format
A través de diferents proves d'habilitat, que es realitzen tant en plató com en escenaris exteriors, es va configurant un número de fins a set dígits. El teleespectador el número de telèfon del qual coincideixi amb el configurat al llarg del concurs, optarà al premi, de fins a 100 milions de pessetes. Finalitzada la temporada, el programa va arribar a repartir 130 milions de pessetes.